# レガール・タダズ
レガール・タダズ（タジク語: Регар-ТадАЗ、英語: Regar-TadAZ）は、タジキスタン西部の都市トゥルスンゾダにホームを置くサッカークラブである。

## タイトル

### 国内タイトル
- リーグ：7回
  - 2001, 2002, 2003, 2004, 2006, 2007 , 2008

- カップ：3回
  - 2001, 2005, 2006

### 国際タイトル
- AFCプレジデンツカップ：3回
  - 2005, 2008, 2009

## AFCの大会における成績
- AFCプレジデンツカップ: 4回出場

2005: 優勝
2007: 準決勝
2008: 優勝
2009: 優勝
- アジアカップウィナーズカップ: 2回出場

2000/01: 1回戦
2001/02: 準々決勝

## 所属選手
- デイヴィッド・テッテフ2006-2008
- シュクロブ・カミドフ
- アリシェル・ドドフ